# Zoniagrion exclamationis
Zoniagrion exclamationis е вид водно конче от семейство Coenagrionidae. Видът не е застрашен от изчезване.

## Разпространение
Разпространен е в САЩ (Калифорния).

## Описание
Популацията на вида е стабилна.